# Kärleken, Dalarna
Kärleken är en sjö i Falu kommun i Dalarna och ingår i Dalälvens huvudavrinningsområde.